# Сегединска синагога
Сегединска синагога (мађ. Szegedi zsinagóga) је синагога у Сегедину, у Мађарској. Ова грађевина изграђена је 1907. и дизајнирао ју је јеврејски мађарски архитекта Липот Баумхорн (1860—1932), а његов рад садржи најлепше примере јединственог fin de siecle мађарског уклапања сецесије и историцистичких стилова понекад познатог и као „Мађарски стил“. Користила га је бројна сегединска неојудаистичка заједница. 
Унутрашњост зграде, са својом куполом високом 48,5 метара, састоји се из више историјских стилова који производе јединствени спој сецесионистичког стила и маварског препорода. Ребрасти зид изнад оргуља има готичко порекло, док су стубови који подупиру галерије римски.
Унутрашњост велике куполе, као и сви витражи на згради, дело су уметника Микше Рота. 
Дизајн Ковчега Торе алудира на Светињу над светињама у Соломоновом храму користећи багрем са обале Нила, дрво које се помиње при грађењу Соломоновог храма. Шарке су у облику биљке милодух (хисоп), биљке која се користила при обављању службе древног храма.
Сегединска синагога је друга по величини у Мађарској после синагоге у Дохањијевој улици у Будимпешти, а 4. по величини у свету.